# Муртазалиева, Асет Асхабовна
Асет Асхабовна Муртазалиева (чечен. Анаси Асхьабан Асет; род. 14 апреля 1973 г. Грозный, Чечено-Ингушская АССР, СССР) — российская чеченская актриса

 театра и кино, театральный режиссёр, драматург, переводчица, педагог, художественный руководитель Чеченского государственного ТЮЗа (с июля 2021), художественный руководитель-директор Чеченского государственного ТЮЗа (с июля 2021 по октябрь 2022), заведующая кафедрой "Актерское искусство" Чеченского государственного университета им. А. А. Кадырова (с сентября 2024). Народная артистка Чеченской Республики (2011) заместитель председателя СТД по ЧР, член регионального общественного совета проекта «Культура малой Родины».

## Биография

### Семья
Муртазалиева Асет Асхабовна родилась 14 апреля 1973 года в г. Грозный Чечено-Ингушской АССР. В большой семье Муртазалиевых она — восьмой ребёнок.
Отец — Муртазалиев Асхаб Анасович (1932—2011) — механизатор, Кавалер ордена Трудового Красного Знамени. Награждён медалью «За освоение целинных земель» (1957)]; автомеханик-любитель.
Мать — Бакаева Совгат Мусаевна (1933—2005) полностью посвятила себя воспитанию детей, ведению домашнего хозяйства. Великолепно играла на «кехат-пондаре» (гармонь).
Асхаб Анасович и Совгат Мусаевна, чьё детство и молодость прошли в условиях депортации, были лишены возможности получить образование, реализовать свое призвание. Поэтому с ранних лет развивали у своих детей тягу к знаниям, поддерживали их во всех благих начинаниях. Среди братьев и сестер А. Муртазалиевой есть и бизнесмен, и художники, и декоратор, и филолог, и спортсмен. Не стали родители препятствовать выбору и младшей дочери, когда узнали о её решении связать свою жизнь со сценой.

### Образование и карьера
В 1990 году, сразу после школы, А. Муртазалиева поступила на актёрское отделение филологического факультета Чечено-Ингушского государственного университета им. Л. Н. Толстого на курс народного артиста РСФСР Мималта Солцаева В 1994 году, по окончании учёбы, была принята в труппу Чеченского государственного драматического театра им. Х. Нурадилова.
В том же году начались военные события на территории Чеченской Республики, и первую свою роль А. Муртазалиева сыграла лишь в 1997 г., после завершения военных действий. Это была главная роль — Индира в комедии «Асхаб Бендер» Саида Чахкиева. Со временем А. Муртазалиева становится ведущей актрисой театра. На III фестивале национальных театров Северного Кавказа «Сцена без границ» (2006) она была удостоена диплома в номинации «Женская роль второго плана» за исполнение роли Зербинетты в комедии «Скапен, спаси любовь!» по Мольеру. На II Северо-Кавказском театральном фестивале «Южная сцена»(2012) награждена дипломом «За лучший дуэт» (роль Асьи) в паре с актёром Кутаевым Хамзатом в музыкальном спектакле «Аршин мал алан» У. Гаджибекова.
Параллельно актриса работает помощником главного режиссёра (2004—2010), занимается переводами пьес с русского на чеченский язык и с чеченского на русский. На сцене театра были поставлены «Бременские музыканты» Ю. Энтина, «Золотой цыпленок» В. Орлова, «Приключения Буратино» А. Н. Толстого, «Свекровь и шесть невесток» С. Ахмат, «Бессмертные» А. Хамидова в переводе А. Муртазалиевой.
В 2005—2007 гг. принимает активное участие в возрождении деятельности Русского драматического театра им. Лермонтова. В комедии А. Островского «За чем пойдешь, то и найдешь» она создает яркий комедийно-гротесковый образ Раисы Панфиловны, в драме М. Солцаева «Рыцари Кавказских гор» — романтический характер Веры, возлюбленной М. Ю. Лермонтова. В 2006 году А. Муртазалиева награждена почетной грамотой от имени Министерства культуры ЧР за вклад в возрождение учреждения.
В 2007 году снялась в кинофильмах «Александра» А. Сакурова (Местная девушка) и «Дело чести» А. Черных (Сестра Асхабова), приняла участие в качестве ведущей в ряде мероприятий регионального и межрегионального значения, таких как «Х межрегиональный фестиваль „Мир Кавказу“».
В 2008 году награждена почетным званием «Заслуженный артист Чеченской Республики».
В 2011 году награждена почетным званием «Народный артист Чеченской Республики».
В 2012 году поставила сказку «Непослушный кузнечик» М. Ахмадова с участниками театральной студии «Юный актёр» при гимназии № 3. Мэрия Грозного выразила благодарность А. Муртазалиевой за сохранение и развитие национальной культуры, за раскрытие творческих способностей детей. Сегодня спектакль «Непослушный кузнечик» входит в текущий репертуар ТЮЗа.
В 2013 г. стала инициатором создания отделения актёрского мастерства при Чеченском государственном колледже культуры и искусств им. В. А. Татаева.
С 2013 г. совмещает работу в театре с работой куратора и преподавателя отделения актёрского мастерства Чеченского государственного колледжа культуры и искусств им. В. А. Татаева. Свой первый курс она набрала в 2013-м и выпустила в 2017-м году. В процессе учёбы устраивала со своими студентами благотворительные показы в учреждениях для детей с особыми потребностями. Традицию благотворительных показов Муртазалиева сохраняет на протяжении всей своей театральной деятельности. Дипломные спектакли в её постановке — «Ромео и Джульетта» В. Шекспира и «Звездный мальчик» О. Уальда получили высокую оценку художественного совета министерства культуры республики. Большинство выпускников А. Муртазалиевой остались в профессии и служат в театрах Грозного.
В 2016 году окончила курсы повышения квалификации в Академическом музыкальном училище при МГК им. П. И. Чайковского по теме «Современное содержание и технологии преподавания дисциплин в условиях реализации ФГОС СПО 3-го поколения по специальностям сферы культуры и искусства».
В 2017 году прошла профессиональную переподготовку в г. Москве при «Высшей школе сценических искусств» (Театральная школа Константина Райкина) по программе «Театральная режиссура» (мастерская народного артиста РФ К. М. Гинкаса).
В 2018 году поступила на работу в ЧГТЮЗ на должность главного режиссёра. Поставила на сцене этого театра практически первые игровые спектакли. На театральном фестивале «Русский мир» в 2018 году спектакль «Сказка о Царе Салтане» (А. С. Пушкин) — постановка, с которой А. Муртазалиева вошла в историю ЧГТЮЗа как режиссёр, обратившийся впервые за последние 25 лет к русской классике, — принес А. Муртазалиевой Диплом театрального фестиваля «Русский мир» за лучшую режиссёрскую работу.
С апреля 2021 года — исполняющая обязанности директора ТЮЗа.
С июля 2021 по октябрь 2022 года — художественный руководитель-директор ТЮЗа.
С октября 2022 года по апрель 2024 года — художественный руководитель ТЮЗа.
С 2024 года возглавляет кафедру "Актерское искусство" Чеченского государственного университета им. А. А. Кадырова, является старшим преподавателем Чеченского государственного педагогического университета, работает режиссером в  муниципальном театре юного зрителя "Мартан" Урус-Мартановского района.
В соавторстве с Х. Р. Борхаджиевым написала пьесу «Цена обесцененной жизни» о проблемах наркомании. Пьеса опубликована в книге Х. Р. Борхаджиева «От бед до побед» (2022).

### Личная жизнь
Муж — Хакишев Руслан Шалаудинович, режиссёр, педагог, народный артист РФ.

## Актёрские работы

### Театр
- Индира («Асхьаб Бендер», С. Чахкиев)
- Нвеста Амнат («Сыновья, отвергнутые Родиной», М. Сабдулаев)
- Невеста («Кровавая свадьба» Г. Лорка)
- Зербинетта («Скапен, спаси любовь» Мольер)
- Раиса Панфиловна («За чем пойдешь, то и найдешь» А. Островский)
- Вера, возлюбленная М. Лермонтова («Рыцари Кавказских гор», М. Солцаева)
- Асья («Аршин мал алан», У. Гаджибеков)
- Совдат («Совдат и Дауд», А. Хамидова)
- Зулай («Бож-Али», А. Хамидов)
- Агафья Тихоновна, («Женитьба» Н. Гоголь)
- Бикату («Бессмертные», А. Хамидов)
- Ланда («Арба перевернулась — дорога нашлась», О. Иоселиани, Р. Хакишев)
- Растопчина («Лермонтов на Кавказе», Р. Хакишев)
- Цыпленок («Золотой цыпленок», В. Орлов)
- Лиса («Красная шапочка», Е. Шварц)
- Роза («Маленький принц» А. Экзюпери)
- Киса («Немая жена», А. Франс)
- Алия («Свекровь и шесть невесток», по С. Ахмаду)
- Бальзаминова («Реальный Бальзаминов», А. Островский)
- Раиса Ахматова («В родном краю, на родном языке», М. Ахмадов)
- Малика («Расплата» А. Мусаева, Р. Хакишев)
- Сотрудница миграционной службы Парижа («Домой», М. Ахмадов)
- Хеда, Зела («Шейх Мансур», М. Солцаев)
- Раиса («Женитьба Бальзаминова», А. Островский)
- мать Бусаны («Бешто», С. Бадуев)
- Мать погибшего сына («Обет», Л. Яхьяев)
- Жена Шахмирзы («Зейтан Шахмирза», чеченский фольклор)

### Кино
- 2007 «Александра» А. Сакурова — Местная девушка
- 2007 «Дело чести» А. Черных — Сестра Асхабова

## Режиссёрские работы

### Театральная студия «Юный актёр»
- 2012 «Непослушный Кузнечик» М. Ахмадова

### Колледж культуры и искусств им. В. А. Татаева
- 2017 «Ромео и Джульетта» В. Шекспира
- 2017 «Звездный мальчик» О. Уальда

### ТЮЗ
- 2018 «Сказка о Царе Салтане» А. Пушкина
- 2020 «Золушка» Ш. Перро
- 2020 «Аминбек» А. Муртазалиевой по мотивам восточных сказок
- 2022 «Муха-Цокотуха» К. Чуковского
- 2022 «Сизокрылый голубь» А. Хамидова
- 2022 «Кувшин-башня» Р. Хакишева

## Драматургия
- 2020 «Аминбек»
- 2022 «Цена обесцененной жизни»

## Переводы
с чеченского на русский язык
- «Бессмертные» А. Хамидова

с русского на чеченский язык
- «Бременские музыканты» Ю. Энтина
- «Золотой цыпленок» В. Орлова
- «Приключения Буратино» А. Толстого
- «Свекровь и шесть невесток» С. Ахмат

## Звания и награды
«Заслуженный артист Чеченской Республики» (18 февраля 2008 г. № 39)
«Народный артист Чеченской Республики» (23 декабря 2011 г. № 272)
Нагрудный знак «За развитие культуры» (26 марта 2012 г. № 40-л/с)
Диплом III фестиваля национальных театров Северного Кавказа «Сцена без границ» в номинации «Женская роль второго плана» за исполнение роли Зербинетты в комедии «Скапен, спаси любовь!» (2006)
Диплом II Северо-Кавказского фестиваля «Южная сцена» «За лучший дуэт» (роль Асьи) (2012)
Диплом театрального фестиваля «Русский мир» за лучшую режиссёрскую работу («Сказка о царе Салтане») (2018).